# Afronemacheilus
Genre
Afronemacheilus est un genre de poissons d'eau douce téléostéens de la famille des Nemacheilidae (ordre des Cypriniformes). Ces poissons sont des « loches de pierre » endémiques de l'Éthiopie.

## Liste des espèces
Selon World Register of Marine Species (11 février 2024) :
- Afronemacheilus abyssinicus (Boulenger, 1902)
- Afronemacheilus kaffa Prokofiev & Golubtsov, 2013[2]

## Classification
Le nom valide complet (avec auteur) de ce taxon est Afronemacheilus Golubtsov (d) & Prokofiev (d) in Prokofiev, 2009.

## Étymologie
Le nom générique, Afronemacheilus, est la combinaison du latin Afer, « de l'Afrique », et du genre Nemacheilus

## Publication originale
- (en) A. M. Prokofiev, « Problems of the classification and phylogeny of Nemacheiline loaches of the group lacking the preethmoid I (Cypriniformes: Balitoridae: Nemacheilinae) », Journal of Ichthyology, Russie, vol. 49, no 10,‎ 2009, p. 874-898 (ISSN 0032-9452, e-ISSN 1555-6425).